# Eulaema flavescens
Eulaema flavescens är en biart som först beskrevs av Heinrich Friese 1899.  Eulaema flavescens ingår i släktet Eulaema, tribus orkidébin, och familjen långtungebin. Inga underarter finns listade.